# Chalcibotys
Chalcibotys is een Afrotropisch geslacht van vlinders uit de familie van de grasmotten (Crambidae). De wetenschappelijke naam van dit geslacht is voor het eerst voorgesteld door Koen Maes in een publicatie uit 2024.

## Soorten
- C. alboreniformis Maes, 2024
- C. massasiensis Maes, 2024